# Rebasing
Rebasing表示的是指建立一个共享库映像的过程，这种方式可以保证在使用虚拟内存的时候不会与系统中其他已装载的共享库冲突。
这个技术广被泛地使用在Win32平台上，以避免加载器对系统DLL进行地址重新定位時的开销。
一些在Linux/x86系统上的安全方面的扩展部分使用Rebasing技术。 为了把地址0x00作为所有编码的指针，用它限制能够使用的代码地址在0x00ffffff以下；这可以消除一些安全方面的内存溢出问题， 这些问题往往涉及了错误的零点校验结束字符串，一般在C程序语言中。